# Tarasp
Tarasp este o comună în districtul Inn din cantonul elvețian Graubünden. Cele unsprezece localități sunt situate pe valea Engadina de Jos, de-a lungul râului Inn, la poalele munților Sesvenna.
Inițial o zonă retoromană, majoritatea populației vorbește astăzi dialectul alemanic al limbii germane. Spre deosebire de comunele învecinate, locuitorii din Tarasp sunt în majoritate catolici.

## Istoric
Pietre de moară primitive cunoscute sub numele de Schalensteine sau Hexensteine au fost găsite în zona Tarasp. Aceasta indică faptul că în zonă se realiza în Epoca de piatră o procesare a alimentelor. Cu toate acestea, nu exista dovezi scrise sau indicații de așezări în zonă până în secolul al XI-lea.
Localitatea s-a aflat din secolul al XI-lea sub stăpânirea seniorilor de la castelul Tarasp, fiind pretinsă timp de secole de episcopii de Chur și de conții de Tirol. După ce Senioria de Tarasp a fost desființată, moșiile sale au intrat din 1239 în stăpânirea tirolezilor. Sub domnia arhiducilor habsburgi din Austria, de asemenea conți de Tirol, din 1363, Tarasp a fost începând din 1464 o exclavă austriacă în Statul liber al celor trei ligi, un asociat al Confederației Vechi a Elveției. În 1687 împăratul Leopold I de Habsburg a acordat stăpânirea Taraspului prinților de Dietrichstein ca un teritoriu supus Sfântului Imperiu Roman.
În cursul anului 1803, prin Actul de mediere al lui Napoleon Bonaparte, Austria a cedat în cele din urmă acest teritoriu Confederației Elvețiene, fiind încorporat apoi în cantonul Graubünden.
Grand Hotel Waldhaus Vulpera-Tarasp construit în stil neorenascentist cu elemente Sgraffito a fost deschis în 8 iunie 1897 și a fost unul dintre primele hoteluri din Alpii Elvețieni și un important monument Belle Époque din Europa.

## Geografie

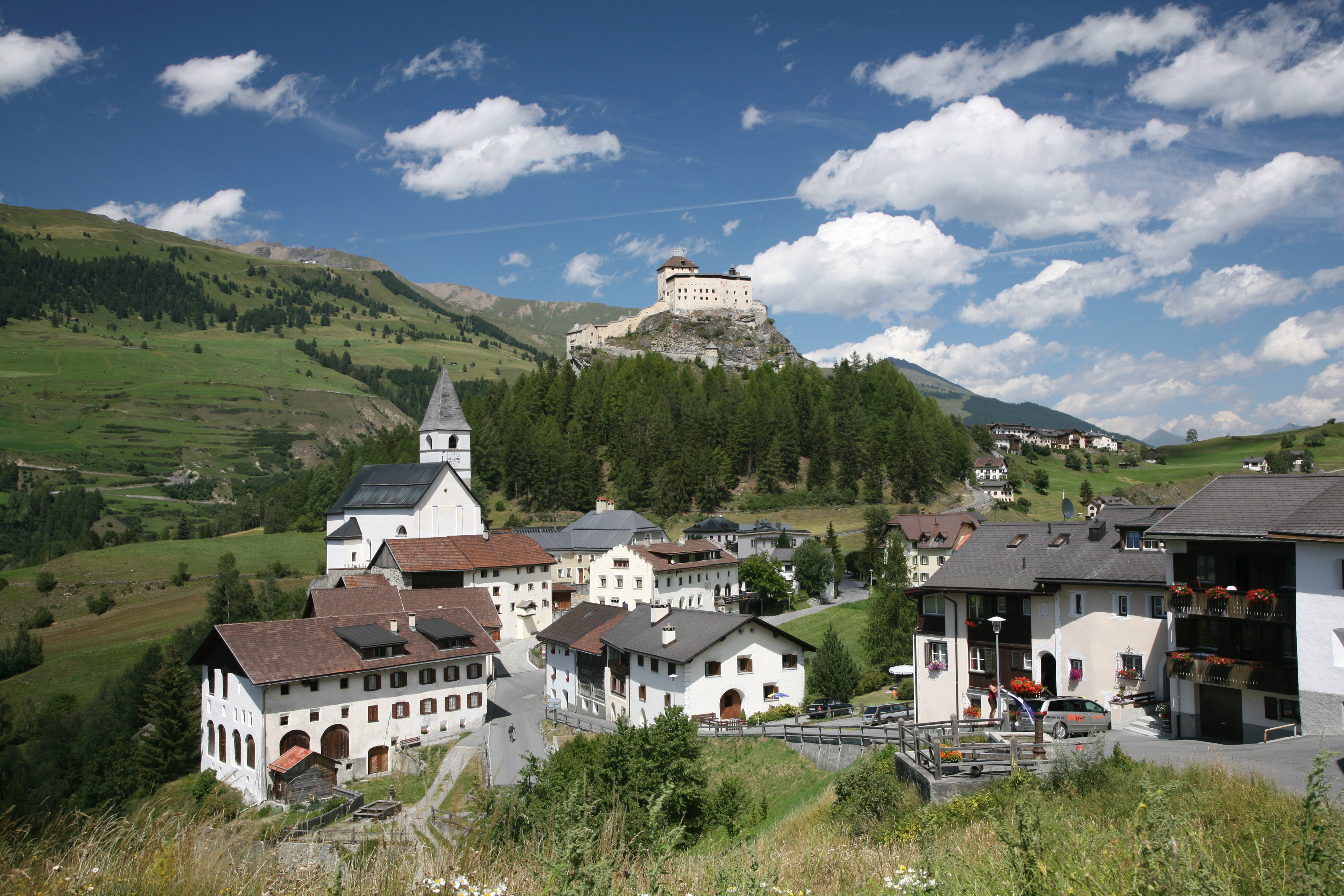
Fontana și castelul Tarasp

Tarasp are o suprafață de 46,9 km², din care 0,9% o formează așezarea propriu-zisă (clădiri sau drumuri), 12,9% este folosită în scopuri agricole, 34,6% este împădurită, iar 51,6% este neproductivă (râuri, ghețari sau munți).
Comuna este situată în sub-districtul Sur Tasna al districtului Inn, pe malul drept al râului Inn. Este formată din satul Tarasp, 10 sate și dealul castelului.

## Limbi vorbite
Majoritatea populației (la data de 2000) vorbește germana (52.4%), a doua cea mai vorbită limbă fiind retoromana (38.4%), iar a treia portugheza (3.4%).  În ciuda dominației timp de câteva secole a austriecilor, populația a vorbit până la Primul Război Mondial dialectul retoroman vallader. În 1880, 92% dintre locuitori vorbeau retoromana, pentru ca procentul să scadă la 87% în 1910. În preajma celui de-al doilea război mondial procentul a scăzut la 79% (în 1941). Limba germană a continuat să câștige teren, dar chiar și în 1970 45,3% din populație vorbea retoromana. În 1990 un procent de 58% putea vorbi retoromana, deși ea nu mai era vorbită ca limbă principală, iar în anul 2000 doar 46,6% mai puteau înțelege retoromana.
| Limbile vorbite în Tarasp |                        |                        |                        |                        |                        |                        |
| Limbă                     | Recensământul din 1980 | Recensământul din 1980 | Recensământul din 1990 | Recensământul din 1990 | Recensământul din 2000 | Recensământul din 2000 |
| Limbă                     | Număr                  | Procent                | Număr                  | Procent                | Număr                  | Procent                |
| Germană                   | 138                    | 47.10%                 | 125                    | 51.87%                 | 172                    | 52.44%                 |
| Retoromană                | 129                    | 44.03%                 | 102                    | 42.32%                 | 126                    | 38.41%                 |
| Italiană                  | 8                      | 2.73%                  | 8                      | 3.32%                  | 8                      | 2.44%                  |
| Populație                 | 293                    | 100%                   | 241                    | 100%                   | 328                    | 100%                   |

## Monumente de importanță națională

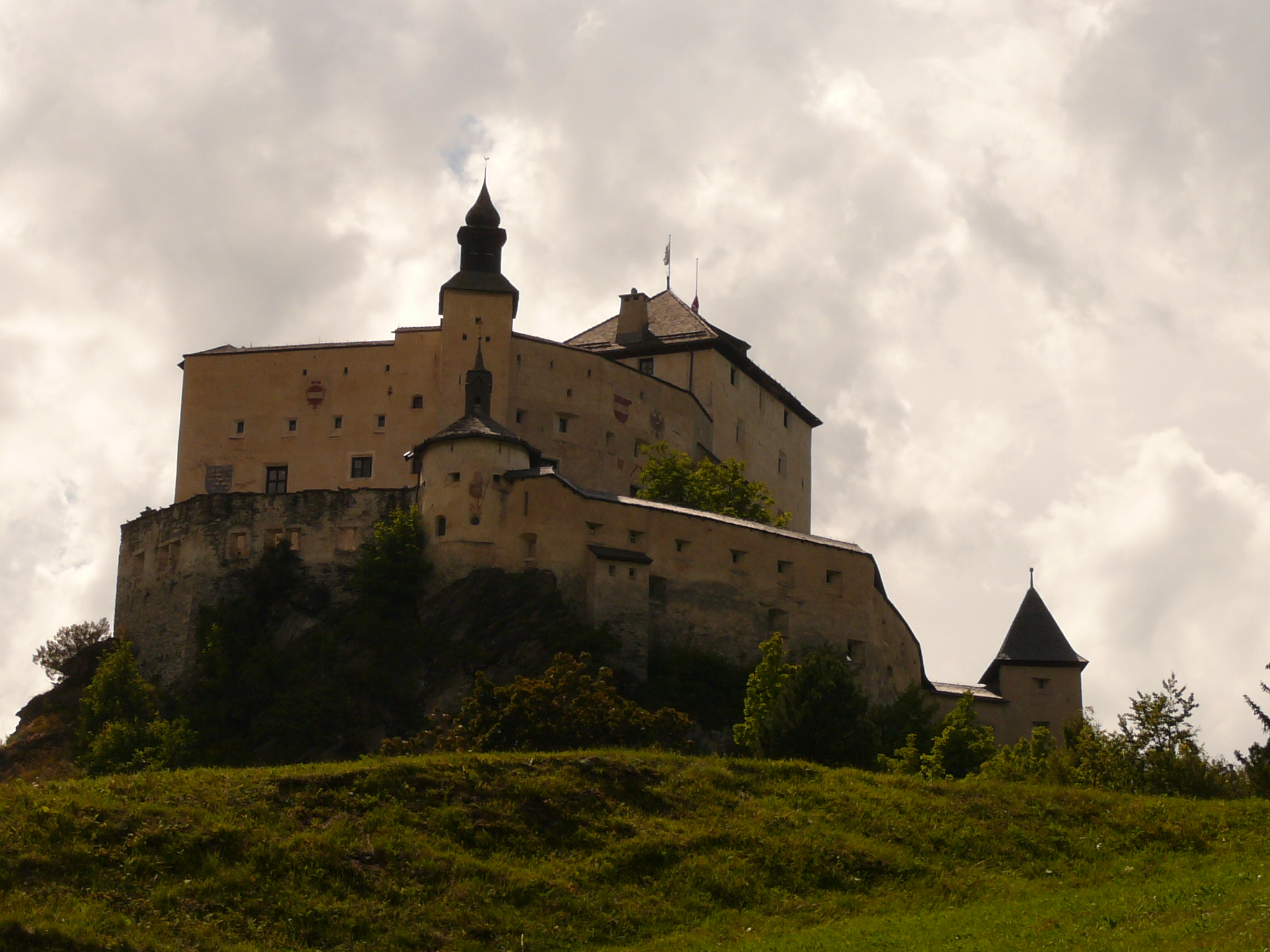
Castelul Tarasp

Castelul Tarasp și Trinkhalle (sala de băut) sunt înscrise în lista monumentelor de patrimoniu de importanță națională din Elveția.

## Transport
Gara Scuol-Tarasp este stația terminus al rețelei private de căi ferate Rhätische Bahn, deservită de trenuri din Chur și Pontresina.